# Христос в бетоне
Христос в бетоне — роман Пьетро Ди Донато 1939 года об итало-американских строителях. Книга, которая в одночасье прославила Ди Донато, первоначально была опубликована журналом Esquire как рассказ в 1937 году, а затем расширена до романа 28-летнего Ди Донато.
Роман был вдохновлён смертью отца Ди Донато в результате несчастного случая на строительстве в Страстную пятницу 1923 года. В нём рассказывается история каменщика и его борьбы за то, чтобы обеспечить дом своей семье.
Как видно из названия, роман известен своими богатыми религиозными образами, представленными в значительной степени модернистским стилем потока сознания. По нему был снят фильм 1949 года «Подари нам этот день» режиссёра Эдварда Дмитрыка. Предыстория фильма, внесение режиссёра в чёрный список Голливуда и последующий дебют фильма в Англии описаны на сайте Ди Донато.

## Сюжет
1. Джеремио. Джеремио и его коллеги погибли на работе, когда здание, над которым они работали, обрушилось. Джеремио глотает мокрый бетон; когда он отчаянно пытается дышать, его разум ломается, и он переносится в свою солнечную приморскую юность в Васто, Италия. Сцена, изображающая обрушение здания в Страстную пятницу, ужасающую судьбу его товарищей по работе — сельских жителей — и мучительную борьбу Джеремио за воздух, шокировала американскую читающую публику 1939 года и навсегда закрепила этих персонажей в литературе XX века.
2. Работа. Беременная вдова Джеремио, Аннунциата, не имеет возможности обеспечить свою и без того большую семью. Её брат Луиджи обещает помочь, но вскоре сам получает травму на работе и теряет часть ноги. Старший сын Джеремио и Аннунциаты, Пол, пытается добыть благотворительную помощь у местного бизнеса и церкви, но безуспешно. Он решает занять место своего отца в качестве каменщика, и через некоторое время другие рабочие принимают его как унаследовавшего навыки своего отца; однако из-за его молодости компания платит ему лишь гроши, и Пол переутомляется. В этом разделе слово «работа» рассматривается как символ и часто пишется с заглавной буквы.
3. Многоквартирный дом. Не имея возможности работать, Пол остаётся дома; ди Донато использует этот раздел, чтобы изучить некоторые другие семьи в многоквартирном доме, в том числе Олсенов, чья дочь Глория привлекает Пола, и Моловых, русских евреев, чей сын Луи подружился с Полом после того, как рассказал ему о смерти его старшего брата в России. Также в этом разделе Аннунциата и Пол посещают экстрасенса, который заверяет их, что Джеремио наблюдает за ними и молится за них, а также присутствуют на слушаниях в Компенсационном бюро, которые заканчиваются тем, что строительная компания обвиняет рабочих в несчастном случае, а страховая компания, заявляющая о происшествии, выходит за рамки договора, заключённого со строительной компанией.
4. Фиеста. Пол устраивается на более высокооплачиваемую работу каменщиком, а позже устраивается на строительство небоскрёбов. Луиджи возвращается домой из больницы и в конце концов женится на Коле, устраивая праздник — фиесту.
5. Аннунциата. Наступает Великая депрессия, и Пол помогает своему наставнику Назону получить работу, но Назон падает насмерть после драки с бригадиром. Обезумевший Пол говорит своей матери, что он больше не верит ни в Бога, ни в загробную жизнь, признание, которое разбивает её и за которое он долго просит прощения.